# يوحنا وايت
يوحنا وايت (بالإنجليزية: John White)‏ (26 يوليو 1986 في المملكة المتحدة - ) هو لاعب كرة قدم بريطاني في مركز الدفاع. لعب مع ستيفيناغ بوروه وكولتشستر يونايتد ونادي ساوثيند يونايتد.

## وصلات خارجية
- يوحنا وايت على موقع قاعدة بيانات كرة القدم.إي يو (الإنجليزية)
- يوحنا وايت على موقع Soccerbase.com (لاعب) (الإنجليزية)